# Storm över Asien
Storm över Asien (ryska: Потомак Чингис-хана, Potomak Tjingis-chana) är en sovjetisk stumfilm från 1928 regisserad av Vsevolod Pudovkin. Manuset är skrivet av Osip Brik baserat på en roman av Ivan Novoksonov.
Filmen är den tredje i Pudovkins revolutions-trilogi efter En moder (1926) och S:t Petersburgs sista dagar (1927), den var också hans sista stumfilm.
Storm över Asien spelades in i Burjatien i södra Sibirien nära Bajkalsjön. Området gränsar till Mongoliet där berättelsen i filmen utspelar sig.

## Handling
Filmen utspelar sig i Centralasien 1920. En ung mongolisk pälsjägare blir utfryst från sin hemby då han blivit avlurad en värdefull rävpäls av en europeisk handelsman. Han ansluter sig till de sovjetiska partisanerna, där blir han snabbt en förgrundsfigur när det uppdagas att han härstammar från Djingis khan.

## Medverkande
| Valerij Inkizjinov  | – Bair                     |
| A. Dedintsev        | – ockupationstruppens chef |
| L. Belinskaja       | – hans hustru              |
| Anel Sudakevitj     | – deras dotter             |
| Vladimir Tsoppi     | – Mister Smith             |
| Karl Gurnjak        | – en engelsk soldat        |
| Aleksandr Čistjakov | – partisanernas kommendant |
| Boris Barnet        | – en engelsk soldat        |
| Fjodor Ivanov       | – laman                    |
| Vladimir Pro        | – missionären              |